# Wielbark
Wielbark (Duits: Willenberg) is een stad in het Poolse woiwodschap Ermland-Mazurië, in het district Szczycieński. De plaats maakt deel uit van de gemeente Wielbark en telt 2943 inwoners.

## Verkeer en vervoer
- Station Wielbark